# 酸麻蝦湯
酸麻蝦湯（葡萄牙語：Tacacá，[taka'ka]）是巴西北部的典型菜餚（主要在帕拉州、亞馬遜州、阿克里州、阿馬帕州和羅賴馬州食用）。這道菜的原料有jambu（一種本地的菊科植物）、tucupi（一種用野生木薯製成的湯汁）、煮熟的木薯澱粉（goma de tapioca）、蝦仁以及被稱為「pimenta de cheiro」的香味濃鬱的黃色小辣椒，並用亞馬遜葫蘆做成的碗盛著熱食。